# Соколов Володимир Володимирович
Соколов Володимир Володимирович (29 серпня 1962) — російський академічний веслувальник.
Бронзовий призер Олімпійських Ігор 1996 року в складі вісімки, учасник 1992 року.